# Drepanogynis mixtaria
Drepanogynis mixtaria är en fjärilsart som beskrevs av Achille Guenée 1858. Drepanogynis mixtaria ingår i släktet Drepanogynis och familjen mätare. Inga underarter finns listade i Catalogue of Life.